# Hermann Kopp
Hermann Franz Moritz Kopp, född 30 oktober 1817 i Hanau, död 20 februari 1892, var en tysk kemist.
Kopp blev 1843 extra ordinarie och 1853 ordinarie professor i Giessen samt 1864 ordinarie professor i Heidelberg. Han utförde värdefulla undersökningar rörande sambandet mellan kropparnas fysikaliska egenskaper och deras sammansättning. Men framförallt inlade han stora förtjänster om kemins historia. Hans Geschichte der Chemie (fyra band, 1843–1847) är ett klassiskt arbete, fullständigat med avseende på de äldsta perioderna genom Beiträge zur Geschichte der Chemie (1869–1875). Han invaldes som utländsk ledamot av svenska Vetenskapsakademien 1875.